# Santa Casa da Misericórdia da Sertã
A Santa Casa da Misericórdia da Sertã é uma associação católica caritativa sediada na vila do mesmo nome. Foi fundada em 1530. Dedica-se a actividade de apoio à velhice e à infância.

## Corpos gerentes (2005)

### Mesa administrativa
Provedor: Manuel Esteves da Fonseca Ferrão. Manuel Carvalhinho de Jesus, César Luís de Miranda Carvalho, Paulo João Gonçalves Antunes, Maria Teresa Delgado Mateus Martins, Maria Isilda Alves Tavares, Acácio Silva Antunes, José Luís Martins Farinha.

### Conselho fiscal
Presidente: Albano António Martins. João Dias, José Lopes Martins, Manuel Castanheira Leitão, José Pires Mendes dos Santos, Crisóstomo Lourenço.

### Assembleia geral
Presidente: José Luís Eigenio Lopes da Cruz. Pe. José António Ribeiro Gonçalves, Luís Martins Ribeiro, José Farinha Nunes, João José, Fernando Agostinho Serrano Martins, João Grácio, Manuel Lopes Júnior.